# Боковой ускоритель «Спейс шаттла»

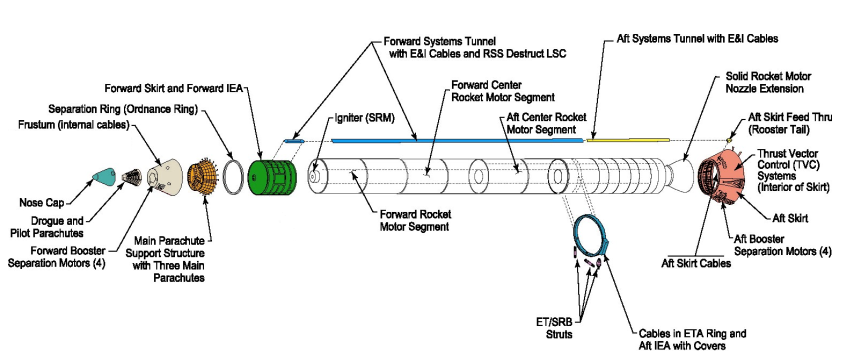
Устройство ускорителя SRB

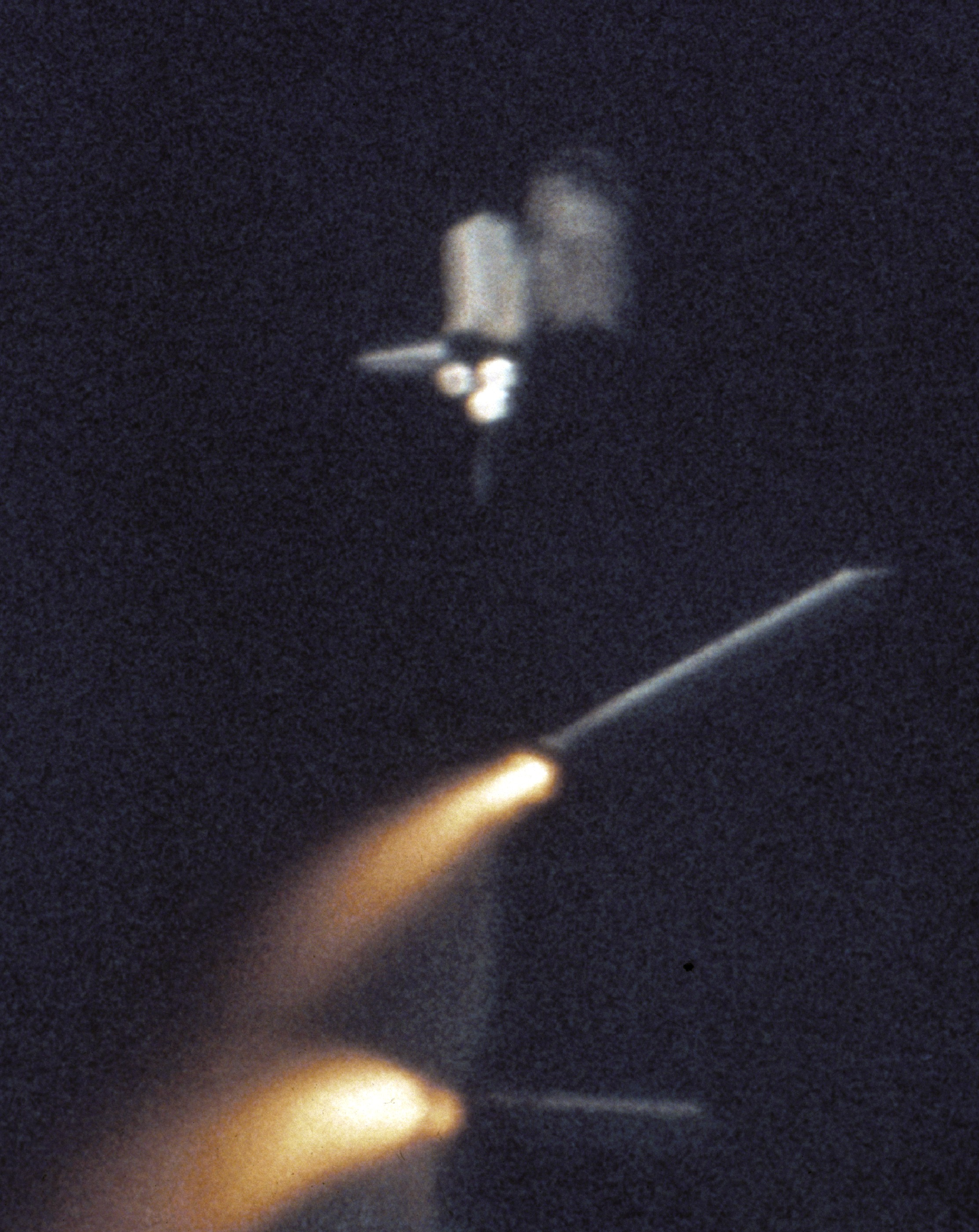
Отделение ускорителей

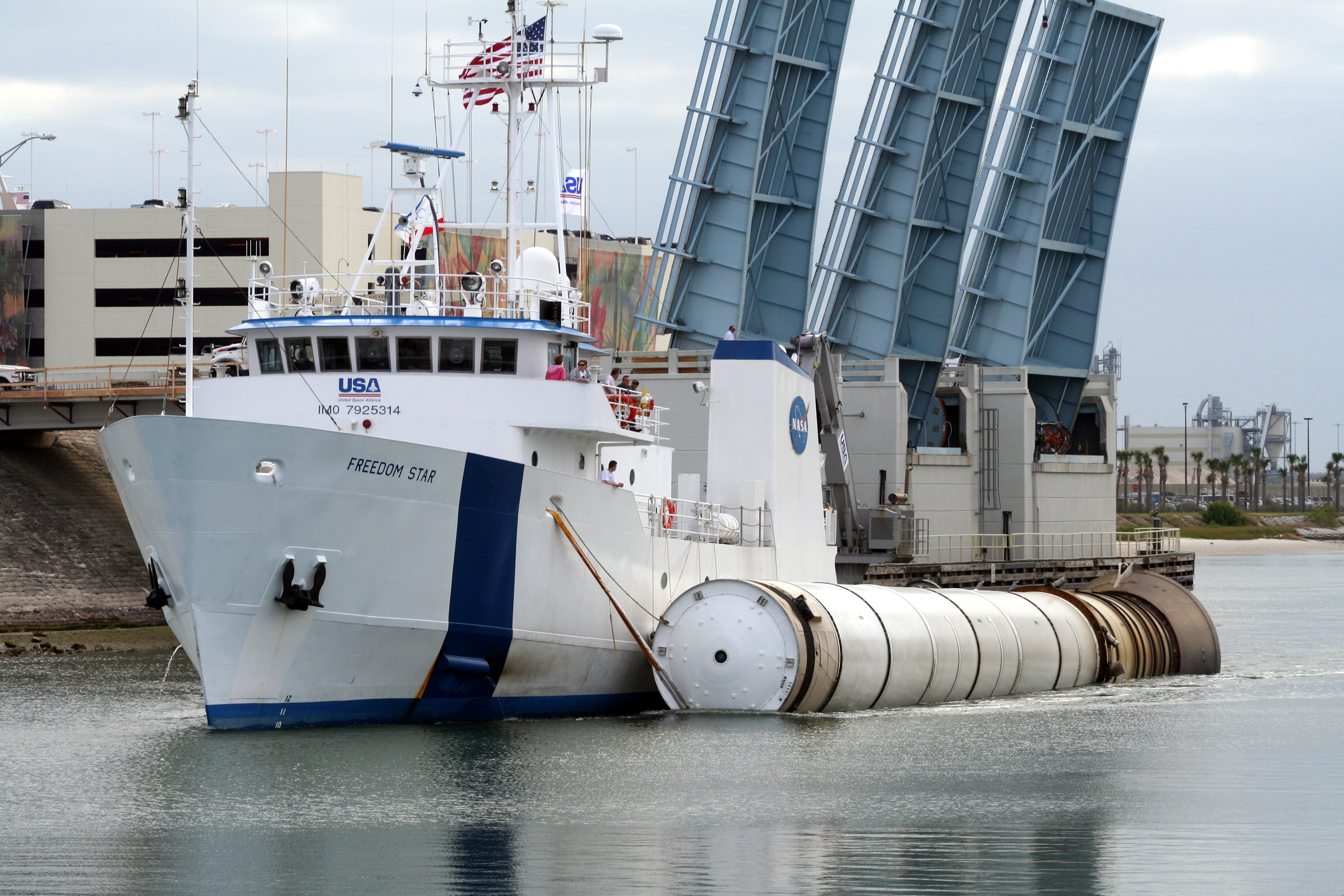
Судно транспортирует ускоритель из точки его приводнения

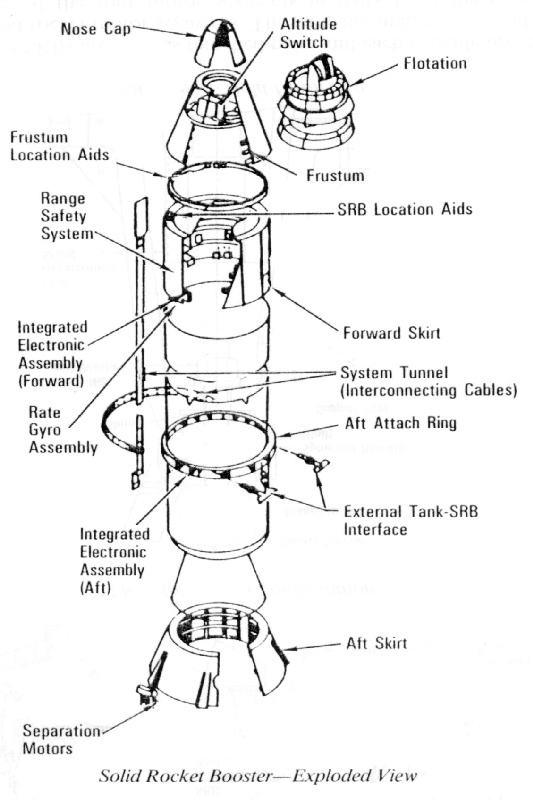

Боковой ускоритель МТКК Спейс шаттл (англ. Solid Rocket Booster, SRB) — твердотопливный ракетный ускоритель, пара которых обеспечивают 83 % стартовой тяги МТКК «Спейс шаттл». Это крупнейший и наиболее мощный твердотопливный ракетный двигатель из когда-либо летавших, самая большая ракета из созданных для повторного использования и также наиболее мощный ракетный двигатель из всех применявшихся, на твёрдом или жидком топливе, в истории.
Два боковых ускорителя дают основную тягу для отрыва системы «Спейс шаттл» от стартового стола и подъёма до высоты около 46 километров. Кроме этого, оба SRB несут на себе весь вес внешнего бака и орбитера, передавая нагрузки через свои конструкции на мобильную пусковую платформу.
Каждый ускоритель имеет длину 45,5 метров, диаметр 3,7 метров и стартовую массу 580 000 кг, из которых около 499 000 кг составляет твёрдое топливо, а остальное приходится на конструкции ускорителя. Общая масса ускорителей составляет 60 % всей массы космической системы.
Каждый ускоритель имеет стартовую тягу (на уровне моря) 14,68 MН (что в 1,8 раза больше, чем тяга двигателя F-1 использовавшегося в ракете Сатурн-5 для полётов на Луну и в 1,5 раза больше, чем самый мощный из когда-либо созданных ракетных двигателей на жидких компонентах топлива — РД-170). Их зажигание происходит только после получения подтверждения о запуске и нормальной работе трёх основных двигателей корабля, поскольку остановка твердотопливного ускорителя после его запуска невозможна.
Через 75 секунд после отделения от системы на высоте 45 км, SRB, продолжая полет по инерции, достигают максимальной высоты полёта (приблизительно 67 километров), после чего, с помощью парашютной системы совершают посадку в океане, на расстоянии около 226 км от места старта. Ускорители приводняются в вертикальном положении, вертикальная скорость посадки составляет 23 м/с. На месте приводнения ускорители подбираются кораблями технической службы и доставляются на завод-изготовитель для восстановления и повторного использования.

## Конструкция
Основными компонентами ускорителей являются: двигатель (включая корпус, топливо, систему зажигания и сопло), элементы конструкции, системы отделения, система наведения, системы авионики спасения, пиротехнические устройства, система торможения, система управления вектором тяги и система аварийного самоуничтожения.
Нижняя рама каждого ускорителя присоединена к внешнему баку с помощью двух боковых качающихся скоб и диагонального крепления. Сверху каждый SRB присоединён к внешнему баку передним концом носового обтекателя. На пусковой площадке каждый ускоритель также закреплён на мобильной пусковой площадке с помощью четырёх пироболтов, разрушающихся при старте, на нижней юбке корпуса ускорителя.
Ускорители состоят из четырёх отдельных стальных сегментов, которые собираются попарно на заводе-изготовителе и железнодорожным транспортом доставляются в Космический центр Кеннеди для окончательной сборки. Сегменты соединяются при помощи кольцевого выступа, хомута и штифтов, и герметизируются тремя уплотнительными кольцами (до катастрофы шаттла «Челленджер» в 1986 году использовалось два кольца) и термостойкой обмоткой.
В качестве топлива используется смесь перхлората аммония (окислитель, 69,6 % по весу), алюминия (топливо, 16 %), оксида железа (катализатор, 0,4 %), полимера (такого как en:PBAN или полибутадиен, служащего связующим, стабилизатором и дополнительным топливом, 12,04 %) и эпоксидного отвердителя (1,96 %). Удельный импульс смеси 242 секунды на уровне моря и 268 в вакууме.